# Kościół Najświętszego Serca Pana Jezusa w Karpaczu
Kościół Najświętszego Serca Pana Jezusa w Karpaczu – zabytkowy kościół rzymskokatolicki znajdujący się w Karpaczu. 

## Historia
Kościół został zbudowany jako świątynia ewangelicka dzięki staraniom „Stowarzyszenia Budowy Kościoła”, na którego czele stał pastor Richard Gunther z Miłkowa. Uroczyste poświęcenie kościoła odbyło się 13.09.1908 r. pod przewodnictwem generalnego superintendenta D. Haupta. Od końca II wojny światowej służy katolikom. Budowla ma cechy neoromanizmu i neogotyku. 2 czerwca 1972 r. prymicyjną mszę świętą w kościele Najświętszego Serca Pana Jezusa w Karpaczu odprawił ks. Jerzy Popiełuszko.

## Wyposażenie
Z jego wyposażenia na uwagę zasługują:
- ołtarz z piaskowca upamiętniający 1000- lecie chrztu Polski,
- tryptyk ołtarzowy z centralnym obrazem Pana Jezusa z otwartym sercem oraz obrazy boczne przedstawiające św. Józefa i św. Izydora,
- obraz św. Antoniego namalowany na tle Karkonoszy i Karpacza
- ambona wykonana w szkole drzeworytnictwa w Cieplicach,
- witraże w prezbiterium przedstawiające Mojżesza i św. Pawła,
- sufit ozdobiony kasetonami z motywami roślinnymi.

## Galeria

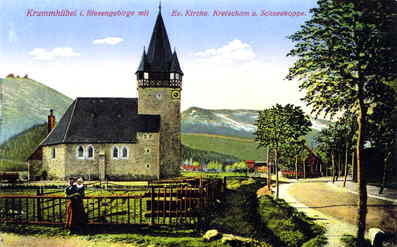
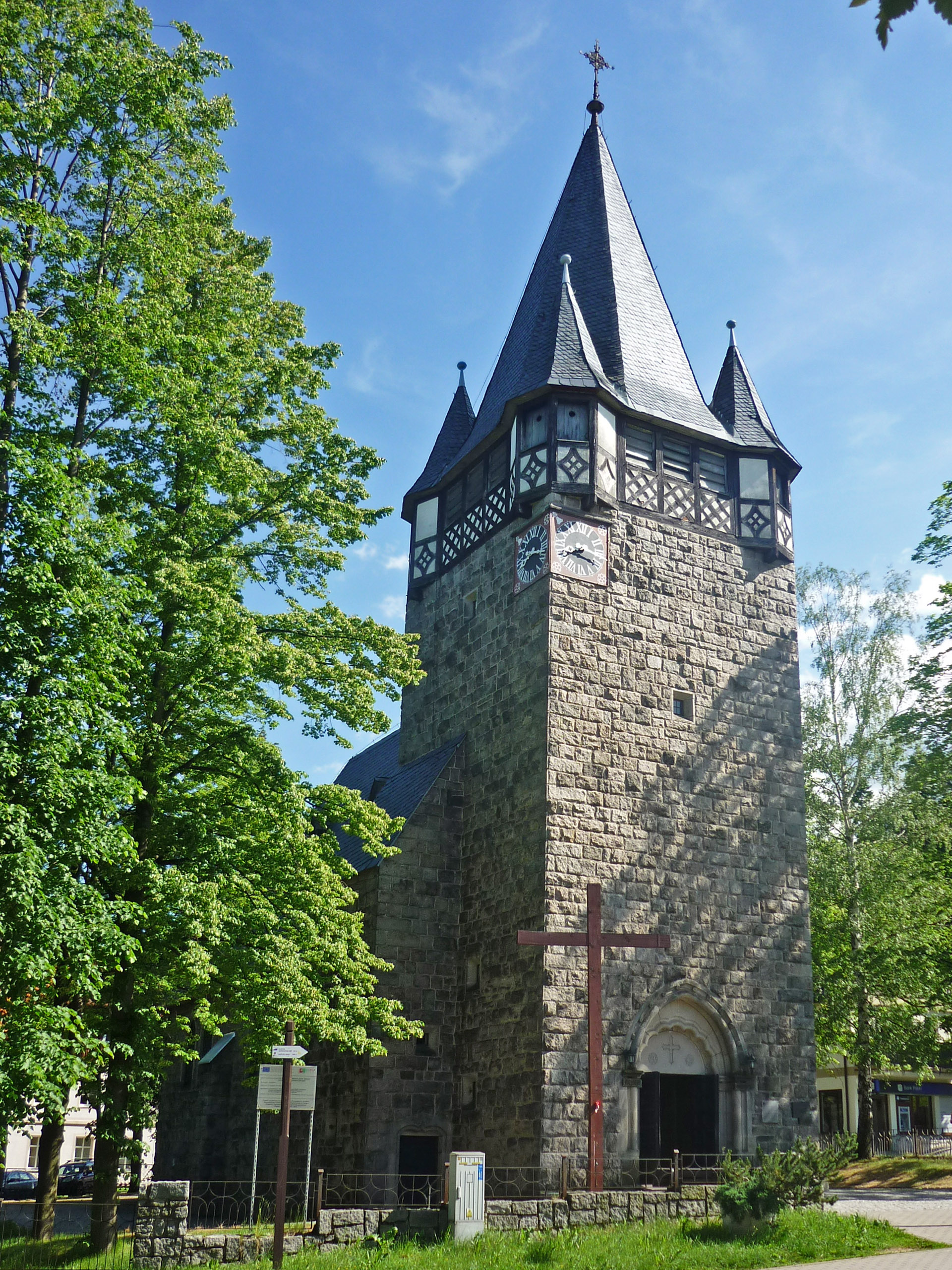
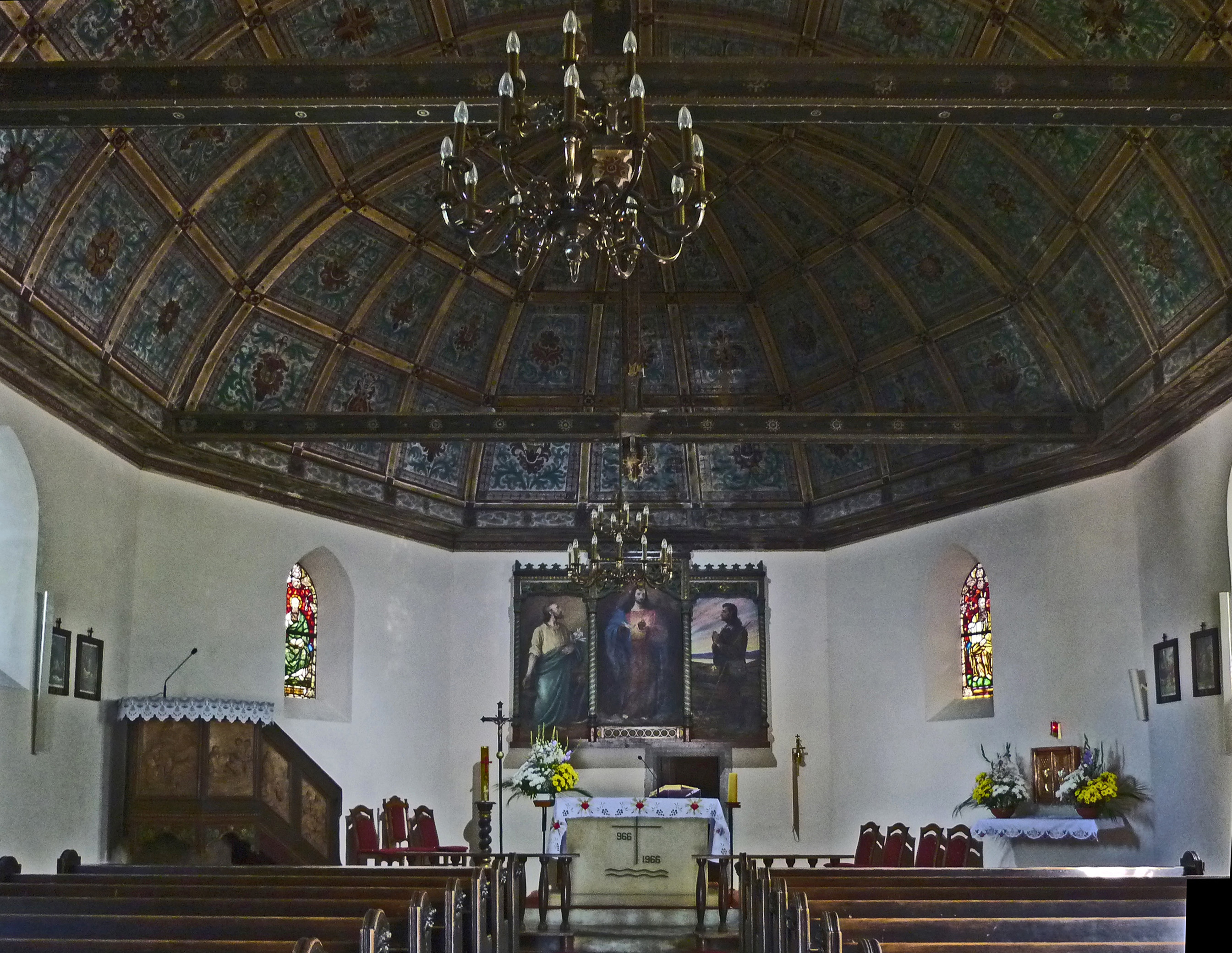